# Avtandil Maharadze
Avtandil  Maharadze, Avtandil Ivanovics Maharadze, grúzul: ტონის ჯილდოები (Batumi, 1943. július 16. –) grúz színművész. A Grúz Szovjet Szocialista Köztársaság népművésze (1987).

## Pályája
Avtandil Maharadze 1965-ben Tbilisziben, az Állami Színházi Intézetben színész szakon szerzett diplomát (A. Tavzarasvili osztályában). Már főiskolásként felfigyeltek rá a kritikusok és a közvélemény, Shylock szerepében, Shakespeare: A velencei kalmár című drámájában. 1965-1966 között a Zugdidiben található Salva Dadianról elnevezett drámaszínházban kezdte pályáját. 1966–1991 között a  Rusztaveli Színházban dolgozott, ahol több mint 50 szerepet játszott. 
Főbb szerepei: Abibo (Nodar Dumbadze: Napsütéses éjszaka), Buhuti (Otia Joseliani: Mielőtt a kocsi mefordul), Borisz Godunov (Alekszej Nyikolajevics Tolsztoj: Rettegett Iván halála), Tybalt (William Shakespeare: Rómeó és Júlia), Hírmondó (Szophoklész: Oidipusz király), IV. Edward király, Canterbury érseke, a bolond (William Shakespeare: Harmadik Richárd), Gloster (William Shakespeare: Lear király) stb. Szerepelt grúz és külföldi filmekben.
Nemzetközi elismerést szerzett Abel és Varlam Aravidze virtuózan megformált kettős szerepével, Tengiz Abuladze: Vezeklés című filmjében. Ezért az alakításáért megkapta a Chicagói Nemzetközi Filmfesztivál zsűrijének különdíját (Ezüst Hugo-díjat) és a legjobb színész díját (1987), valamint a legjobb színésznek járó Nyika-díjat (1987). 1989-ben Isabelle Huppert, Bernard Blier, Erland Josephson mellett szerepelt Aleksandar Petrović utolsó filmjében, a Migrationsban. 1991-ben főszerepet játszott a grúz rendező, Mikheil Kalatozisvili A szeretett című filmjében. A filmet Arany Medve díjra jelölték a Berlini Nemzetközi Filmfesztiválon. 1993-ban a Tbiliszi Nemzetközi Filmfesztiválon Arany Sas díjjal jutalmazták Vagif Musztafajev Kívül című filmjében nyújtott alakításáért. 2004-ben szerepelt a Nemzeti bomba című filmben, amelyet szintén Musztafajev rendezett. A filmet a Moszkvai Nemzetközi Filmfesztiválon Arany Szent György díjra jelölték. A filmben nyújtott alakításáért elnyerte az első „XXI századi Új Mozi” Nemzetközi Eurázsiai Filmfesztiválon és a szmolenszki filmfesztiválon is a legjobb férfi szereplőnek járó díjat. 2005-ben Avtandil Maharadze, Joszif Visszarionovics Sztálin szerepét játszotta a BBC Arkangyal című tévésorozatában, Daniel Craig partnereként.
2013-ban Avtandil Maharadze megkapta a Batumi díszpolgára címet. 2023-ban Tbiliszi díszpolgára lett.

## Színházi szerepeiből

### Rusztaveli Színház
- Nodar Dumbadze: "Sunny Night"... Abibo
- Otia Joseliani: Mielőtt a kocsi megfordul ... Buhuti
- Alekszej Nyikolajevics Tolsztoj: Rettegett Iván halála... Borisz Godunov
- William Shakespeare: Rómeó és Júlia... Tybalt
- Szophoklész: Oidipusz király... Hírmondó
- William Shakespeare: Harmadik Richárd ... IV. Edward király; Canterbury érseke; bohóc
- William Shakespeare: Lear király... Gloster

## Filmográfia
- Mikha (1965).... Siko rendező: Merab Kokochashvili
- Cozy Savane (1971).... Simon Beroshvili rendező: Karlo Ghlonti
- Lázár kalandja (1973)... vak rendezők: Kartlos Khotivari, Ramaz (Buba) Khotivari
- Mint a reggeli köd (1976) rendező: Geno Khojava
- A remény zöld szigete (1978) rendező: Omar Gwasalia
- The Road Home (1981) rendező: Alexander (Sasha) Rehviasvili
- Tide Time (1982) rendező: Nodar Omiadze
- Extraordinary Flight (1982) rendező: Bidzina Cseidze
- A vörös vonal rendező: Davit Shirtladze
- Vezeklés (1984).... Varlam Aravidze; Abel Aravidze rendező: Tengiz Abuladze
- Forrás(1985) rendező: Daria Khojava
- Mindenki nagymamája (1985) rendező: Nana Dvalisvili
- Flash in the Wind (1987) rendező: Nodar Omiadze
- Flight of the Bird oroszul: Полет птицы Полет птицы rendező: Vlagyimir Grigorjev
- Don Quijote és Sancho élete (A mogyoró-kastély tulajdonosa) (1989) rendező. Revaz (Rezo) Cseidze
- Sons of Sin" (1989) rendező: Goderdzi Csokheli
- A kiválasztott (1991).... Juna rendező: Miheil Kalatozisvili (junior)
- Black Mark (2003).... Azhdar Khanbabaev rendező: Vagif Musztafajev
- Nemzeti bomba (2004) rendező: Vagif Musztafajev
- Arkangyal (2005)....Sztálin rendező: Johnny Jones
- Mindenki elment  (2012) oroszul: Все ушлиВсе ушли rendező: Giorgi Farajanov
- A takaróm hajtogatása (2013) rendező: Zaza Rusadze

## Díjai
- 1980 – A Grúz Szovjet Szocialista Köztársaság kiváló művésze [3]
- 1987:
  - Az Orosz Filmakadémia Nyika-díja a Vezeklés c. filmben a legjobb színész
  - Az első „Új Mozi XXI. Század” Nemzetközi Eurázsiai Filmfesztivál , a „Nemzeti bomba” oroszországi filmben nyújtott  alakításáért a legjobb férfiszereplőnek járó díj
  - Chicagói Nemzetközi Filmfesztivál Ezüst Hugo - a legjobb színész a Vezeklés című filmben (USA)
- 1988 – a Grúz Szovjet Szocialista Köztársaság népművésze
- 1993 – Tbiliszi Nemzetközi Filmfesztivál "Arany Sas"
- 2013 – Batumi díszpolgára
- 2023 – Tbiliszi díszpolgára